# Crateritheca zelandica
Crateritheca zelandica is een hydroïdpoliep uit de familie Sertulariidae. De poliep komt uit het geslacht Crateritheca. Crateritheca zelandica werd in 1843 voor het eerst wetenschappelijk beschreven door Gray. 